# Heinrich Bonhoff
Heinrich Bonhoff (* 3. April 1864 in Königshof bei  Hannoversch Münden, Königreich Hannover; † 28. Februar 1940 ebenda) war ein deutscher Sanitätsoffizier und Hygieniker.

## Leben
Bonhoff war das Kind des 1809 in Hannover geborenen Arztes Heinrich Bonhoff, der 1854 das Gut Königshof bei Hannoversch Münden erwarb und es zu einer Kaltwasser- und Naturheilanstalt umwandelte. Er ging aus der Ehe seines Vaters mit Theodora Hedwig von Haynau, Tochter von Eduard von Haynau, hervor. Bonhoff studierte Medizin am  Medicinisch-chirurgischen Friedrich-Wilhelm-Institut und schloss sich 1881 dem Pépinière-Corps Franconia an. Im März 1887 wurde er an der  Friedrich-Wilhelms-Universität zu Berlin zum Dr. med. promoviert. Als  Stabsarzt war er Bataillonsarzt eines Infanterie-Regiments in Posen. Von November 1891 bis April 1896 war er an das Robert Koch-Institut kommandiert. Von April 1896 bis Juli 1898 war er wissenschaftliches Mitglied des neuen Instituts für Serumforschung und Serumprüfung, des späteren Paul-Ehrlich-Instituts in  Steglitz. Im Juli 1898 schied er aus der  Preußischen Armee aus. 1899 wurde er an der Philipps-Universität Marburg Nachfolger von Erich Wernicke als Extraordinarius für Bakteriologie und Hygiene. Als Generaloberarzt der  Landwehr wurde er dort schließlich   o. Professor und Abteilungsvorsteher am Hygienischen Institut. Wissenschaftlich befasste er sich besonders mit Cholera, Streptokokken und Meningokokken. 
Am 10. September 1913 wurde er Generalarzt der Landwehr.